# Castelvecchio Calvisio

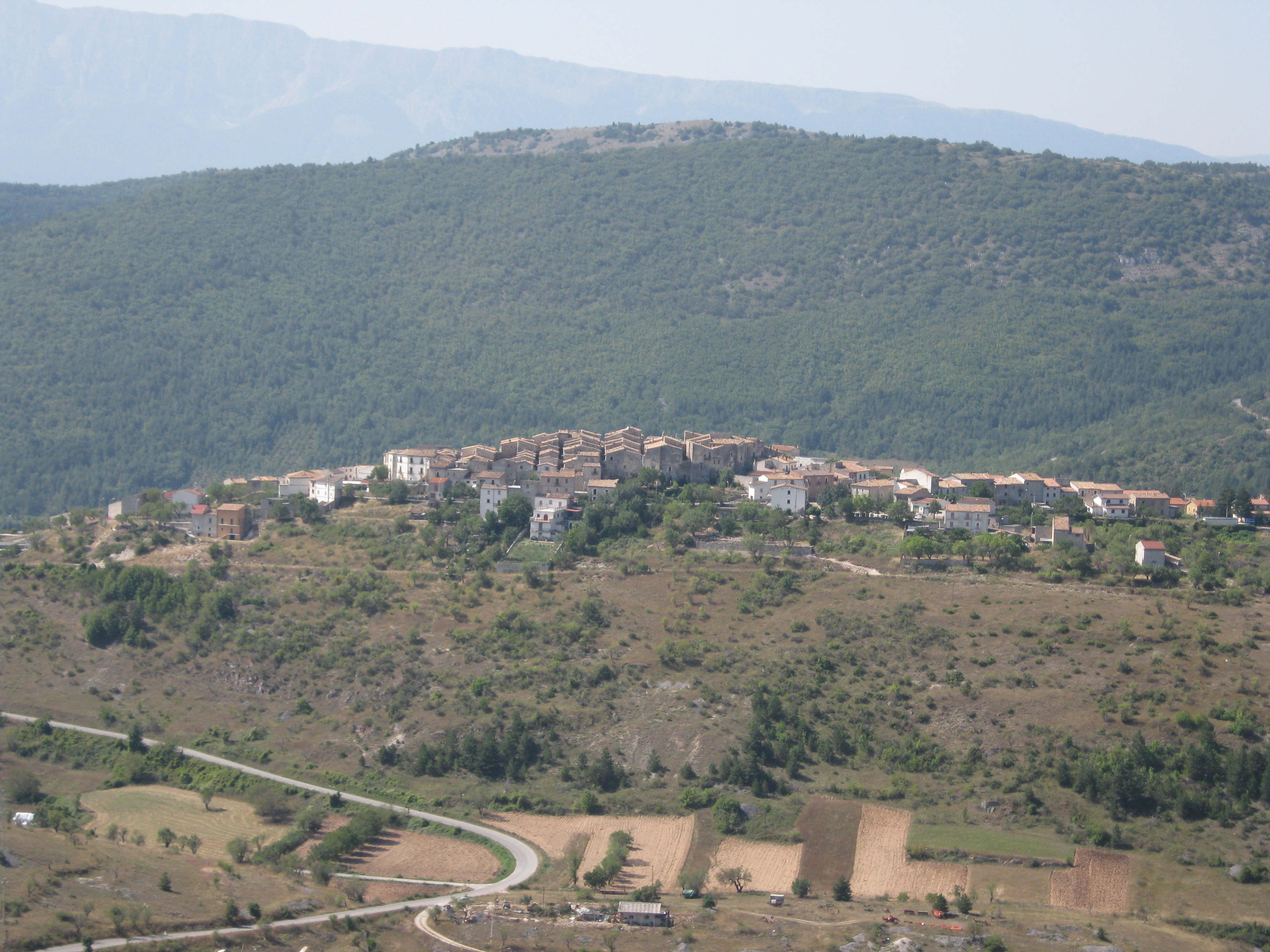
Blick auf Castelvecchio Calvisio

Castelvecchio Calvisio ist eine Gemeinde (comune) in der Provinz L’Aquila in der Region Abruzzen in Italien mit (Stand 31. Dezember 2023) 120 Einwohnern. Die Gemeinde liegt etwa 24,5 Kilometer ostsüdöstlich von L’Aquila im Nationalpark Gran Sasso und Monti della Laga, gehört zur Comunità montana Campo Imperatore-Piana di Navelli und grenzt unmittelbar an die Provinz Teramo. 